# Jacobson-Organ

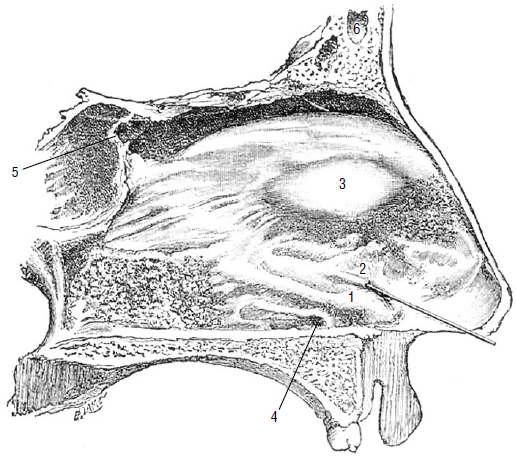
Sagittalschnitt 1: Paraseptalknorpel, (Cartilago paraseptalis); 2: Öffnung zum Jacobsonschen Organ, in welcher eine Sonde vorgeschoben wurde; 3: Tuberculum septi nasi; 4: Ductus nasopalatinus (Stensonscher Gang); 5: Mündung der Keilbeinhöhle, (Sinus sphenoidalis) im Recessus sphenoethmoidalis 6: Sinus frontalis.

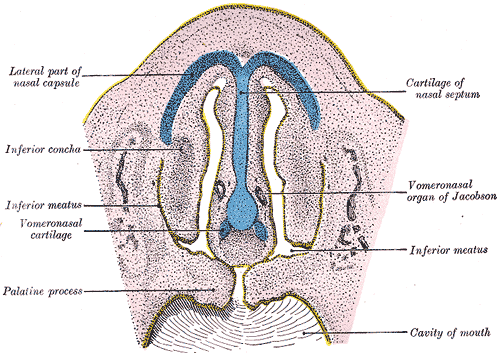
Lagebeziehung des Vomeronasalen Organs (Jacobson) bei einem etwa 3 cm großen menschlichen Embryo. Schematische Darstellung von Nasen- und Mundhöhle bei einem Schnitt in der Frontalebene.
Das Jacobsonsche Organ ist hier als zweiseitige Anlage in der Nasenscheidewand neben dem Septumknorpel (Cartilago septi nasi, blau) angegeben; unterhalb liegt beidseits je ein paraseptaler Knorpelstreifen (Cartilago vomeronasalis, ebenfalls blau).

Das Jacobson-Organ, Jacobsonsche Organ oder Vomeronasale Organ (lat. Organum vomeronasale) ist ein bei vielen Wirbeltieren ausgebildetes Geruchsorgan, das wie die Riechschleimhaut dem olfaktorischen System zugeordnet wird. Das Organ ist nach dem dänischen Chirurgen Ludwig Levin Jacobson (1783–1843) benannt, der das erstmals von Frederik Ruysch bei Schlangen beschriebene Organ 1809 wiederentdeckte.
Der Geruchssinn ist nicht nur wichtig, um Nahrungsquellen zu vermuten, aufzufinden, zu prüfen und wieder finden zu können, Gefahrenquellen zu wittern und Territorialmarkierungen zu bemerken, sondern auch, um Individuen zu unterscheiden, ihre Zugehörigkeit zu erkennen und bei der Suche eines Sexualpartners zu helfen. Wirbeltiere besitzen in der Nasenhöhle neben der Regio olfactoria meist ein für diese spezifische Geruchs- oder Pheromonwahrnehmung unterschiedlich entwickeltes Vomeronasales Organ (VNO).

Schema des Jacobson-Organ bei einem Reptil.

## Morphologie
Das Vomeronasale oder Jacobson-Organ besteht bei Säugetieren aus winzigen Einbuchtungen (Durchmesser zwischen 0,2 und 2 Millimeter) auf beiden Seiten der Nasenscheidewand (Septum nasi) etwa gegenüber der unteren Nasenmuschel (Concha nasalis inferior) und liegt unterhalb des Nasenseptum-Knorpels (Cartilago septi nasi) wie oberhalb des angrenzenden Pflugscharbeins (Vomer).
Über eine genaue Untersuchung der histologischen Ultrastruktur des Jacobson-Organs berichteten David Taylor Moran, Bruce W. Jafek und J. Carter Rowley (1991).

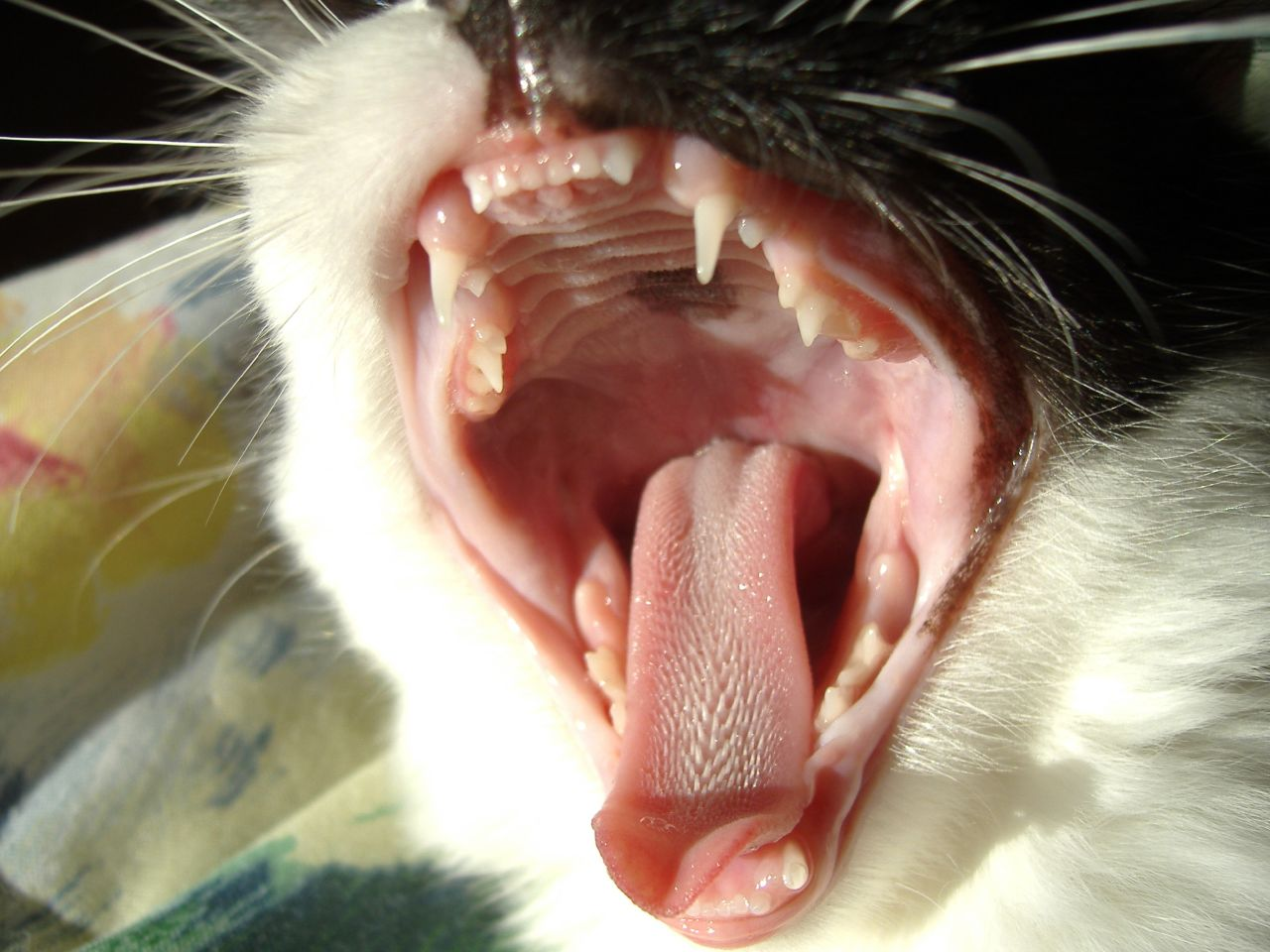
Mundhöhle einer Hauskatze (Felis silvestris catus). Der Zugang zum Jacobson-Organ (Ductus incisivus) ist als kleine Papille (Papilla incisiva) hinter den Schneidezähnen sichtbar.

Diese schlauchartigen Einbuchtungen werden von der Atemluft gemeinhin nicht erreicht. Seitlich ihrer Öffnungen befindet sich im Kontaktbereich zum Jacobsonschen Knorpel (Paraseptalknorpel, Cartilago paraseptalis) ein schwellkörperartiges Venengeflecht, gelegentlich mit Muskelzellen, sodass durch Gefäßerweiterung bzw. -verengung der flüssige Schleim auf der Nasenschleimhaut samt darin gelöster Moleküle aus den Epithelschläuchen gedrückt beziehungsweise in das Lumen gesaugt werden kann.
Sensorisch innerviert wird das Organ bei niederen Fischen durch einen eigenen Nerv, den paarigen Nervus terminalis, der sich schon bei den Stören dem Geruchsnerven (N. olfactorius) eng angeschlossen hat. Es scheint sich um eine entwicklungsgeschichtlich alte Anlage zu handeln, die dem Auffinden eines Geschlechtspartners bzw. der Befruchtung der Eier (Rogen) dient, evolviert aus den Riechgruben von Fischen.

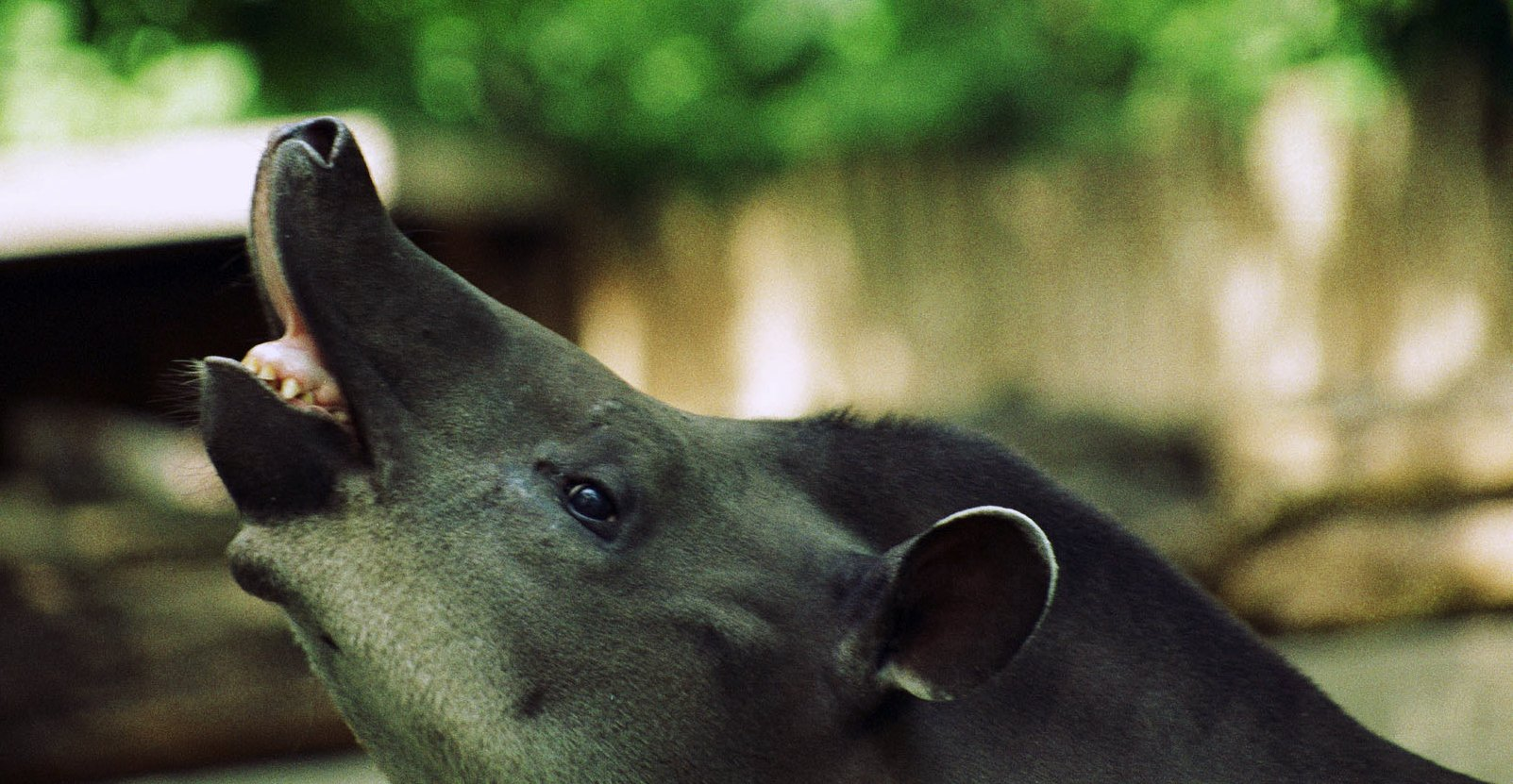
Flehmen eines Tapirs (Tapirus indicus)

Zum Jacobson- oder Vomeronasalen Organ (VNO) gehören neben dem Ductus vomeronasalis (VND) auch assoziierte Drüsen und spezielle Blutgefäße (bei Feloidea ein Rete mirabile arteria maxillaris) – die als Venae vomeronasales durch An- und Abschwellen einen Pumpmechanismus betreiben können – sowie ein besonderer Nerv. Der Ductus vomeronasalis ist eine nur millimeterweite Vertiefung in der Septumschleimhaut des vorderen Septumdrittels, ausgestattet mit Rezeptorzellen, deren Axone sich dann zum Nervus vomeronasalis vereinen und so zum Bulbus olfactorius (accessorius) des Riechhirns ziehen.
Beim Menschen soll das Organ zwar im fetalen Stadium entstehen, sich aber noch vor der Geburt zurückbilden. Ein Vomeronasalnerv ist in histologischen Untersuchungen bis zum achten Embryonalmonat nachweisbar, danach nicht mehr. Der Nachweis eines Ductus vomeronasalis beim erwachsenen Menschen schwankt nach den Literaturangaben zwischen 25 und 100 Prozent. Man führt dies auf die verschiedenartigen Bedingungen und Techniken beim Nachweis dieser anatomischen Struktur zurück: anteriore Rhinoskopie oder endoskopischen Techniken, Schwellungszustand der nasalen Schleimhaut, Fehlinterpretationen und Verwechselungen mit andersartigen morphologischen Strukturen, wie etwa dem Ductus nasopalatinus, aber auch die interindividuell deutlich verschiedene Größe eines Ductus vomeronasalis.
Als ein Rest des Organon vomeronasale ist beim Menschen der Knorpelstreifen Cartilago vomeronasalis aufzufassen. Er liegt hinter der Spina nasalis anterior, dem vorderen Nasendornfortsatz, der tastbar ist, wenn man mit dem Finger vom Symmetriepunkt der Oberlippe aus über das Philtrum nach oben fährt. Die Funktion eines Jacobson-Organs beim Menschen ist in Fachkreisen umstritten.
Bei den meisten Säugetieren besteht über den Ductus incisivus – ein paarig angelegter schräg-vertikaler, rostroventral orientierter Verbindungsgang zwischen der Mund- und Nasenhöhle – ein Zugang von Nasen- und Mundhöhle zum Jacobson-Organ.
Er wird auch als Stensonscher Gang (siehe Niels Stensen) der Ductus nasopalatinus bezeichnet und ist bei vielen Wirbeltieren eine vorhandene Passage. Sie ermöglicht eine Verbindung zwischen den harten Gaumen (Mundhöhle) und der Nasenhöhle. Hierdurch können olfaktorische Stimulantien das vomeronasale Organ erreichen. Beim Menschen obliteriert dieser Gang im Allgemeinen, dennoch sind Fälle eines persistierenden Ductus nasopalatinus beschrieben.

## Feinbau und Funktion
Das Vomeronasalorgan (VNO) ist ein chemorezeptives Organ, das in eine Knorpelkapsel eingebettet ist und von einem olfaktorischen Epithel bedeckt wird, in dem die Endigungen seiner Sinneszellen liegen. Die Sinneszellen des Vomeronasalen Organs sind wie die der Regio olfactoria zugleich Nervenzellen (primäre Sinneszellen) und bilden auf Erregungen hin Aktionspotentiale.

Schematische Darstellung der sieben membrandurchspannenden Anteile eines G-Protein-gekoppelten Rezeptors, ähnlich den beschriebenen V1R- und V2R-Rezeptoren.

Vomeronasale Neuronen tragen in ihrer Membran zwei unterschiedliche Haupttypen von Rezeptoren, die – wie auch die übrigen Geruchsrezeptoren – zur Gruppe der siebenfach membrandurchspannenden (heptahelikalen) Rezeptoren gehören, die an G-Proteine gekoppelt sind (G-Protein-gekoppelter Rezeptor). Doch sind die beiden Familien der Vomeronasalorgan-Rezeptoren (V-R) sowohl im molekularen Feinbau als auch hinsichtlich der Signaltransduktions-Komponenten von den üblichen olfaktorisch sensorischen Neuronen (OSN) verschieden. Während V2-Rezeptoren (V2R) bei vielen Säugetieren an das G-Protein Gαo gekoppelt sind, koppeln V1-Rezeptoren (V1R), die auf Pheromone ansprechen, an das G-Protein Gαi2. Auch im menschlichen Genom konnte ein Vomeronasal-Rezeptor-Gen nachgewiesen werden für einen V1-Rezeptor, der im olfaktorischen Epithel exprimiert wird.
Die Rezeptorzellen des Vomeronasalorgans leiten ihre Signale bei den meisten Säugetieren zum Bulbus olfactorius accessorius. Von dort bestehen Verbindungen zu medialen Anteilen der Amygdala, genauer ihrer Pars corticomedialis (Nucleus corticalis), und darüber hinaus zu weiteren Kerngebieten des limbischen Systems sowie zum Hypothalamus.
Dieser Bulbus olfactorius accessorius liegt als zusätzlicher eigenständiger neuronaler Komplex meist posterior-dorsal (hinten-oben) dem eigentlichen Bulbus olfactorius auf. Der Bulbus olfactorius accessorius ist laminar aufgebaut und besteht aus fünf Nervenzellschichten: (1) der vomeronasalen Nervenzellschicht, (2) der glomerulären Schicht (GL), (3) der Mitralzellschicht, (4) der Schicht des Tractus olfactorius  lateralis (LOT) und (5) der Körnerzellschicht.

## Bedeutung
Olfaktorische Sinneszellen sind Neuronen, die mittels besonderer Geruchsrezeptoren spezifische Reize aufnehmen und eine Erregung über ihre Neuriten weiterleiten an Neuronen im Riechkolben (Bulbus olfactorius bzw. Bulbus olfactorius accessorius). Deren Signale werden dann an andere Regionen des Gehirns weitergegeben, wo eine weitere Integration erfolgen kann. Im Unterschied zu den Rezeptorzellen der olfaktorisch sensorischen Neuronen im Geruchsepithel der Regio olfactoria sind die des Vomeronasalorgans nicht mit Cilien besetzt. Auch unterscheiden sich die im Geruchsepithel von ersten olfaktorisch sensorischen Neuronen (OSN) exprimierten olfaktorischen Rezeptoren (OR) deutlich von jenen zwei Rezeptoren-Grundtypen (V1R und V2R) des Vomeronasalorgans in verschiedenen Wirbeltieren.

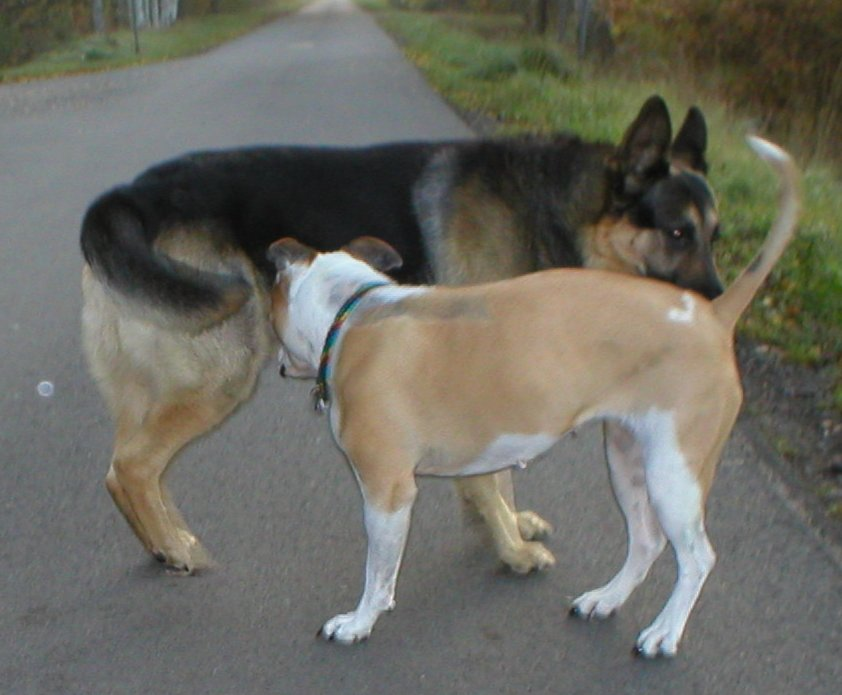
Ano-Genital-Kontrolle zwischen Hunden (Canidae)

Die olfaktorischen Rezeptoren der üblichen Riechschleimhaut im Nasendach dienen primär der Wahrnehmung von Gerüchen (Odorantien) aus der Umgebung, die beispielsweise auf Nahrungsquellen, Gefahren (Brandgeruch) oder Fressfeinde hinweisen können, wobei manche Geruchsstoffe auch mittels des N. trigeminus detektiert werden. Das Vomeronasalorgan hingegen ist vornehmlich zuständig für solche Geruchssignale, mit denen Tiere innerartlich kommunizieren. So kann ein Individuum über Pheromone oder andere spezifische Odorantien einem anderen Individuum derselben Spezies beispielsweise seine reproduktive Situation oder seine hierarchische Position signalisieren.
Im Unterschied zu olfaktorisch sensorischen Neuronen im üblichen Riechepithel adaptieren die Riechzellen des VNO kaum, mit anderen Worten sie behalten ihre Empfindlichkeit für die Odorantien auch unter Exposition. Ferner konvergieren die etwa 250 verschiedenen Untertypen von Riechzellen des VNO nicht jeweils auf eine neuronale Schnittstelle, sondern sie verteilen sich auf etwa zehn bis dreißig neuronale Komplexe der Glomeruli olfactorii im Bulbus olfactorius accessorius. Hier kann daher eine Mitralzelle auch von mehreren Rezeptortypen her erregt werden.
Die Herkunft der Pheromone liegt bei Säugetieren meist in sogenannten apokrinen Schweißdrüsen (Glandulae sudoriferae apocrinae). Diese Duftdrüsen befinden sich vor allem in bestimmten Hautgebieten – so den Achselhöhlen bzw. den Achselhaaren, den Brustwarzen (Glandulae areolares), der Perianal- und der Genitalregion (etwa Kopuline) und weniger dicht auch im Gesicht, auf dem Skalp und dem Abdomen. Apokrine Schweißdrüsen münden im Unterschied zu ekkrinen je in einen Haarfollikel. Beide werden durch den Sympathikus innerviert, jedoch nicht über die gleichen Botenstoffe; so verfügen die ekkrinen Schweißdrüsen über cholinerge und die apokrinen über adrenerge Rezeptoren.
Die Sinneszellen des Jacobson-Organs sind auf die olfaktorische Wahrnehmung bestimmter Stoffe spezialisiert, bei Säugetieren vor allem auf Pheromone.
Vermutlich wirken auch Metaboliten von Sexualhormonen als Pheromone, etwa das 16-Androsteron oder dessen alkoholisches Derivat Androsterol bzw. sein Keton Androstenon, die auch durch mikrobielle Umsetzungen entstehen können. Über solche Abbauprodukte könnten Sexualhormone dann auch via umgebendem Medium wiederum Einfluss haben auf unterschiedliche hypothalamisch-hypophysär-gonadisch regulierte Prozesse.
Verschiedene Untersuchungen legen für die Wahrnehmung von Gerüchen im Zusammenhang mit der Partnerwahl eine Wechselwirkung zwischen dem jeweiligen Körpergeruch, dem eigenen MHC-Komplex und genetischen Variationen im Immunsystem nahe (Genetisches Matching).
Für besonders intensive Geruchswahrnehmungen über das Vomeronasale Organ haben manche Tiere besondere Bewegungsmuster ausgebildet. Bei vielen Säugern ist so das Flehmen zu beobachten.
Züngeln wird das Vorstrecken der (zwiespältigen) Zunge bei Schlangen und vielen Echsen genannt, die dadurch Geruchsstoffe aufnehmen und sie diesem Organ seitendifferent präsentieren.
Die Wirbeltierpheromone lassen sich je nach der Auswirkung, die sie über das Jacobson-Organ entwickeln, in unterschiedliche Klassen unterteilen, so als
- Sexuallockstoffe[37],
- Aggregationspheromone,
- Dispersionspheromone,
- Alarmpheromone,
- Spurpheromone,
- Territoriale Markierungspheromone,
- Brunftstimulierende Pheromone,
- Kastenerkennungsstoffe.[38]

### Bedeutung am Beispiel der Hausmaus
Bei Untersuchungen an Labormäusen (Mus musculus) sind hinsichtlich der Wirkungen von Pheromonen folgende charakteristische Reaktionen nachweisbar:
- Lee-Boot-Effekt: Die menstruellen Zyklen von Mäuseweibchen, die in Abwesenheit von männlichen Tieren gehalten wurden, werden verlangsamt und schließlich völlig aufgehoben.[40]
- Whitten-Effekt: Die Menstruationszyklen der weiblichen Mäuse werden neu gestartet und synchronisieren, wenn die weiblichen Tiere anschließend mit männlichen Mäusen gehalten werden.[41]
- Vandenbergh-Effekt: Weibliche Tiere zeigen eine früher einsetzende Geschlechtsreife, wenn diese mit männlichen Tieren zusammenleben.[42]
- Bruce-Effekt: Wenn eine trächtige Maus mit einem paarungsbereiten Mäuserich gehalten wird, kann es zu einer Unterbrechung der Schwangerschaft kommen.[43]

Diese Wechselwirkungen werden durch eine Reihe von flüchtigen Substanzen hervorgerufen, die in Körperflüssigkeiten von Mäusen, insbesondere im Mäuse-Urin gefunden wurden.
Männliche Mäuse oder Nagetiere im Allgemeinen benötigen ein funktionsfähiges Vomeronasalorgan (VNO), um einem weiblichen Tier ein effizientes Balzverhalten gegenüber zu bringen, aber auch um Konkurrenten aggressiv entgegenzutreten. Bei den Nagetier-Weibchen wiederum fördert das Vomeronasalorgan (VNO) in Gegenwart des Männchens die Brunft und die oben beschriebenen Effekte.

## Geschichte
Im Jahre 1703 entdeckte Frederik Ruysch an einem verwundeten Soldaten bei der Versorgung seiner Gesichtsverletzung den Ductus vomeronasalis. Erstmals beschrieb der dänische Anatom Ludwig Levin Jacobson im Jahre 1811 diese anatomische Struktur. Georges Cuvier veröffentlichte ebenfalls fast zeitgleich eine Arbeit über dieses Organ. Zu erwähnen ist, dass Ludwig Levin Jacobson ein Schüler von Cuvier war.
Im Jahre 1877 wurde von Albert von Kölliker aus Würzburg eine Monographie mit dem Titel Ueber die Jacobsons´schen Organe des Menschen veröffentlicht. Von Kölliker war der Erste, der sich um den Nachweis für das Vorhandensein des Vomeronasalorgans beim Menschen bemühte und er
konnte diesen Beweis histologisch sowohl bei menschlichen Embryonen als auch in adulten Individuen erbringen.
Der Begriff Pheromon wurde im Jahre 1950 für eine abgesonderte Substanz eingeführt, die eine spezifische Reaktion über das olfaktorische System in einem anderen Tier hervorruft.